# Агрессивные дамочки
«Агрессивные дамочки» или «Нападения 5-футовых женщин» (англ. Attack Of The 5-ft 2 Women) — американский телефильм 1994 года, пародийная комедия, снятая совместно двумя режиссёрами Джули Браун и Ричардом Уэнком. Главные роли в этом фильме исполнили Джули Браун, Кристина Хайе, Адам Сторке и Стелла Стивенс. Премьера фильма состоялась 21 августа 1994 года в США.
Фильм «Агрессивные дамочки» имеет одну номинацию: в 1994 году Гэри Оберст, производивший кастинг для этого телефильма, был выдвинут на получение приза Артиос (англ. Artios) в Американском обществе специалистов по кастингу (англ. Casting Society of America) в категории Лучший кастинг на телевидении для фильма или передачи, сделанных специально для ночного эфира (англ. Best Casting for TV Nighttime Special).

## Сюжет
Фильм является пародией на реальных людей — известных фигуристок 1994 года: Тоню Хардинг и Лорену Боббит. Их имена в фильме несколько изменены — это Тоня Хардли и Ленора Баббитт, их сыграла Джули Браун.
Сам фильм состоит из двух частей.
Первая часть посвящена спортивному скандалу, случившемуся между фигуристкой Тоней Хардинг и её конкуренткой Нэнси Керриган.
Во второй части сделана пародия на инцидент семейной пары Джона и Лорены Боббит, закончившийся травмой мужского достоинства Джона.

## В ролях
- Джули Браун — Тоня Хардли / Ленора Баббитт
- Кристина Хайе — Нэнси Кардигэн
- Адам Сторке — Джуан Вэйн Баббитт
- Стелла Стивенс — Лаванда

## Другие названия
- Оригинальное название: Attack Of The 5-ft 2 Women
- Альтернативное название: National Lampoon’s Attack of the 5 Ft 2 Woman
- Агрессивные дамочки, Нападения 5-футовых женщин
- Donne all’attacco!
- Mujeres al ataque